# Marco Antonio Passeri
Marco Antonio Passeri (anche noto come Gènua) (Padova, 1491 – Padova, 1563) è stato un filosofo italiano, appartenente all'Averroismo attivo nel periodo del Rinascimento.

## Biografia
Figlio di Niccolò Passeri, professore di medicina all'Università di Padova morto nel 1522, Marco Antonio fu egli stesso dal 1517 professore nell'università patavina nella cattedra di filosofia.
Autore di commentarii ad alcune opere di Aristotele, in particolare al De Anima e alla Fisica, tentò di dimostrare la perfetta convergenza fra le idee di Averroè e di Simplicio sulla dottrina dell'unità dell'intelletto.
Marco Antonio Passeri fu insegnante e zio del filosofo rinascimentale Giacomo Zabarella; tra i molti allievi che ebbe si ricorda Antonio Berga, che fu anche medico privato di Emanuele Filiberto

## Opere
- Aristotelis De anima libri tres, cum Auerrois commentariis et antiqua tralatione suae integritati restituta. His accessit eorundem librorum Aristotelis noua traslatio, ad Graeci exemplaris veritatem, et scholarum usum accomodata, Michaele Sophiano interprete. Adiecimus etiam Marci Antonii Passeri Ianuae disputationem ex eius lectionibus excerptam, in qua cum de' horum de Anima li brorum ordine, tum reliquorum naturalium serie pertractatur. Venetiis: apud Iunctas, 1562.
- Disputatio de intellectus humani immortalitate, ex disertationibus Marci Antonii Genuae Patauini peripatetici insignis, In Monte Regali: excudebat Leonardus Torrentinus, 1565.
- Marcii Antonii Passeri, cognomento Genuae, Patauini philosophi, sua tempestate facile principis, et in Academia Patauina philosophiae publici professoris In tres libros Aristo. de anima exactissimi commentarij Iacobi Pratellii Monteflorensis medici, et Ioannis Caroli Saraceni diligentia recogniti, et repurgati. Necnon locupletissimo indice, propter maiorem legentium facilitatem, vtilitatemque, ab eodem Ioanne Carolo Saraceno amplificati. Venetijs: apud Gratiosum Perchacinum & socios, 1576.